# Моллен, Пьер
Пьер Моллен (фр. Pierre Mollin) — бельгийский борец вольного стиля, чемпион Европы.

## Биография
В 1928 году принял участие в Олимпийских играх в Амстердаме, где занял 9-е место в соревнованиях по греко-римской борьбе. В 1929 и 1930 годах становился чемпионом Европы. На чемпионате Европы 1931 года завоевал серебряную медаль.